# Amomum mengtzense
Amomum mengtzense là một loài thực vật có hoa trong họ Gừng. Loài này được Tsai Hse Tao (Thái Hi Đào) và Chen Pei Shan mô tả khoa học đầu tiên năm 1979.

## Phân bố
Loài này có tại đông nam tỉnh Vân Nam, Trung Quốc. Tên gọi trong tiếng Trung là 蒙自砂仁 (Mông Tự sa nhân), nghĩa là sa nhân Mông Tự; lấy theo địa danh Mông Tự.